# Muzzy in Gondoland
Muzzy in Gondoland är en brittisk animerad TV-serie från 1986. Serien är skapad för att undervisa engelska som andraspråk. Den sändes för första gången i Sverige 1988.

## Figurer i urval
- Jack May - Muzzy, en lurvig grön utomjording
- Willie Rushton - Kung Nigel, ett lejon
- Miriam Margolyes - Drottning Erza, en råtta
- Susan Sheridan - Prinsessan Sylvia, en råtta
- Derek Griffiths - Bob, en mus
- Derek Griffiths - Corvax, en grön goblin
- Benjamin Whitrow - Norman, en människa
- Susan Sheridan - Katten
- Miriam Margolyes - Mary, en människa
- Derek Griffiths - handlaren, en känguru
- Derek Griffiths - polisen, en mus
- Derek Griffiths - servitören, en människa
- Susan Sheridan - det kvinnliga nyhetsankaret, en människa
- Jack May - berättare 1
- Miriam Margolyes - berättare 2
- Jack May - cyklist 1, en människa från Frankrike
- Derek Griffiths - cyklist 2, en människa från Storbritannien
- Jack May - cyklist 3, en människa från Tyskland